# Fliegerstaffel 15

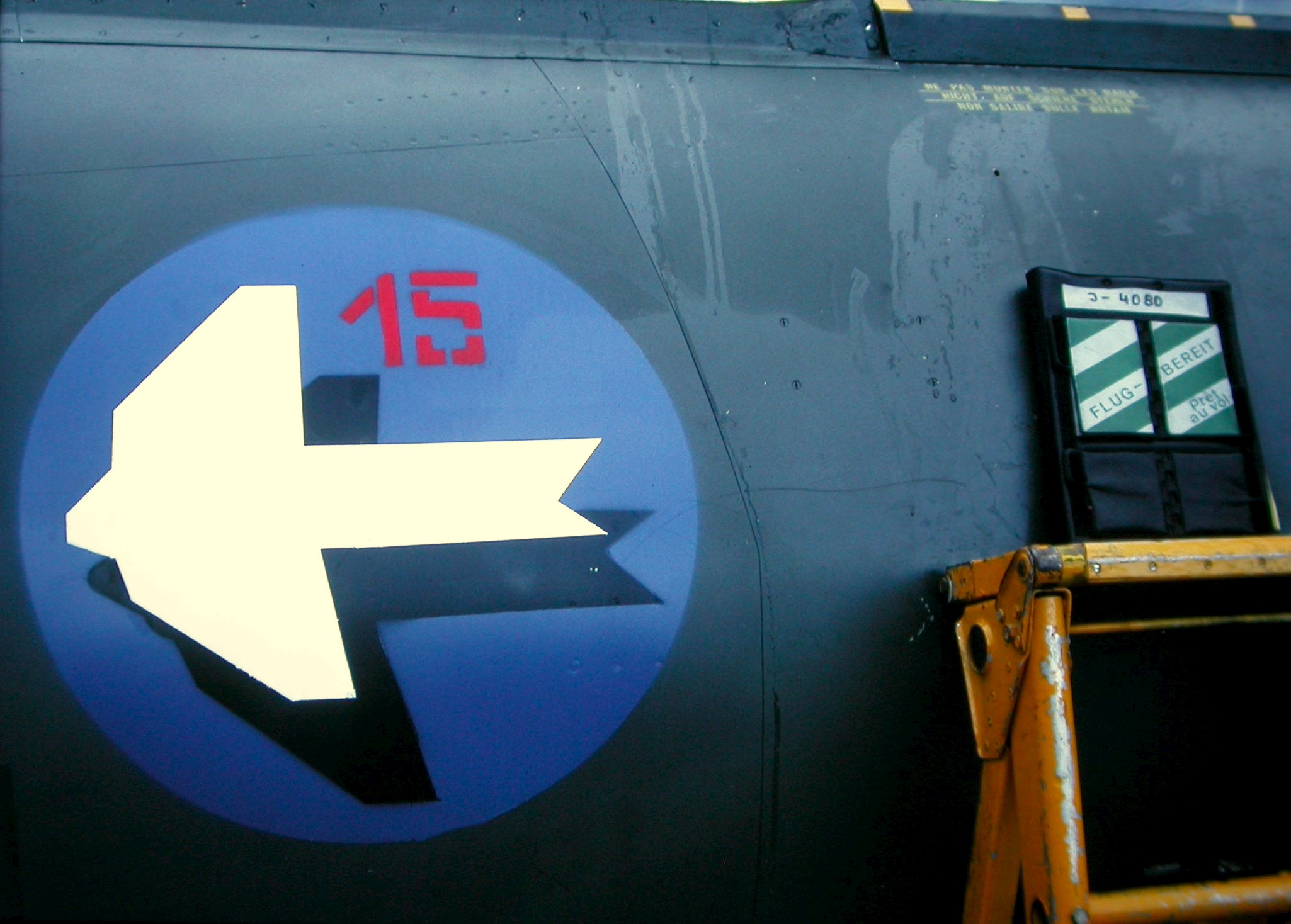
Der hier flugbereite Hunter J-4080 trug im 1994 die letzte Variante des Staffelabzeichens.

Die Fliegerstaffel 15 war eine zuletzt mit Hawker Hunter Kampfflugzeugen ausgerüstete Fliegerstaffel der Schweizer Luftwaffe. Ihre Heimatbasis war zum Zeitpunkt der Auflösung der Militärflugplatz St. Stephan. Die Fliegerstaffel 15 trug als Emblem einen Papierflieger auf blauem Grund mit einer roten "15" oberhalb des Papierfliegers. Das alte Abzeichen der FlSt15 war rund mit weissem Hintergrund und zwei roten Kreisen, im inneren Kreis war ein schwarzer Adler der nach unten blickt und seine Klauen nach unten ausgestreckt hat.

## Geschichte

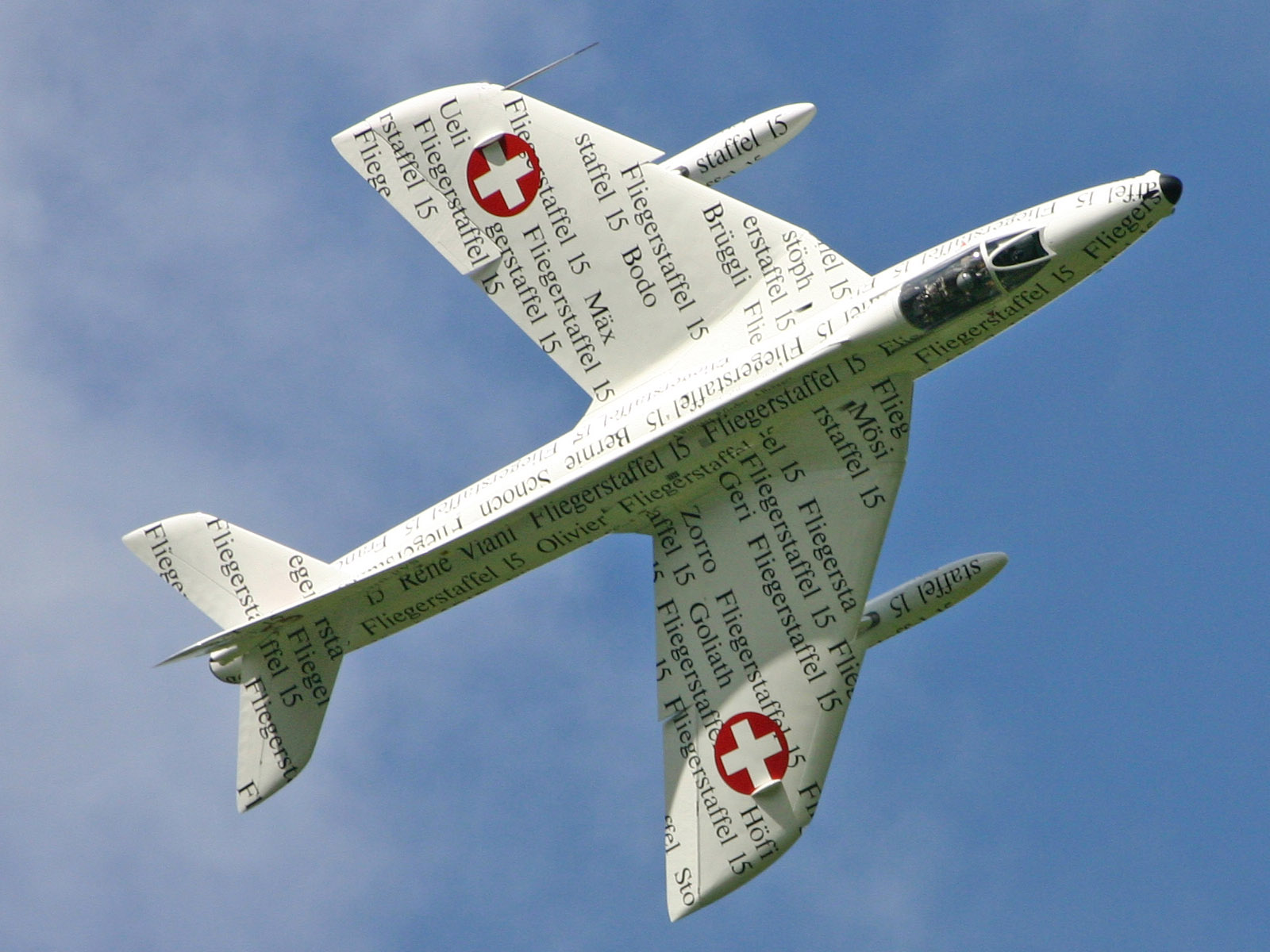
Papyrus Hunter Fl St 15

Im Jahr 1925 erfolgte die Gründung der Fliegerkompanie 15, diese war bis 1939 mit Dewoitine D-27 ausgerüstet. Danach flogen die Fünfzehner von 1939 bis 1941 mit Messerschmitt Me 109D ab dem Militärflugplatz Payerne.
Mit demselben Flugzeugtyp, der Messerschmitt Me 109D aber auch Version E, erfolgte der Flugbetrieb von 1941 bis 1947 ab Biel-Bözingen. Im Jahr 1945 wurde während einer Reorganisation das Fliegende Personal der Fliegerkompanie 15 in die neu geschaffene Fliegerstaffel 15 umgeteilt und ab 1952 flog die Staffel mit Morane D-3801 ab dem Militärflugplatz St. Stephan. Nur drei Jahre später erfolgte 1955 der Wechsel auf das Jetflugzeug De Havilland DH.100 Vampire und im selben Jahr kam auch der De Havilland DH.112 Venom dazu. Ab 1980 bis 1994 setzte die Fliegerstaffel 15 die Hawker Hunter weiterhin ab St. Stephan ein. Im Jahr 1994 wurde der Hawker Hunter aus der Schweizer Luftwaffe ausgemustert, der Militärflugplatz St. Stephan wurde an zivile  Nutzer übergeben und die Fliegerstaffel 15 wurde aufgelöst.
Die Fliegerstaffel 15 hatte als Staffelfahrzeug einen blauen Citroën 2CV der auf beiden Seiten das Staffelabzeichen trug. Im Herbst 1994 erhielt die Hawker Hunter J-4040 zur Verabschiedung eine Sonderbemalung. Das Flugzeug erhielt eine weisse Grundfarbe und die Namen der Piloten sowie den Text Fliegerstaffel 15 in schwarzen Druckbuchstaben, dies in Anlehnung an das Staffelsymbol des Papierfliegers. Auch die Zusatztanks erhielten diese Lackierung. Die Registrierung wurde von J-4040 passend zur Fliegerstaffel 15 in J-40 15 geändert, obwohl die Luftwaffe zur selben Zeit einen anderen flugtauglichen Hunter mit der Registrierung J-4015 betrieb. Der Hunter mit der originalen Registrierung J-4015 wurde im September 94 als Graffity Hunter für die Fliegerstaffel 20 verziert. Das Flugzeug erhielt den Namen Papyrus-Hunter. Bereits sollte der "Papierflieger" auf einen Sockel beim Eingang des Flugplatzes von St. Stephan aufgestellt werden, jedoch schaffte es der Hunterverein Obersimmenthal, das Flugzeug von 2000 bis 2022 flugfähig zu halten und mit der zivilen Registration HB-RVS auf Airshows zu zeigen.

## Flugzeuge

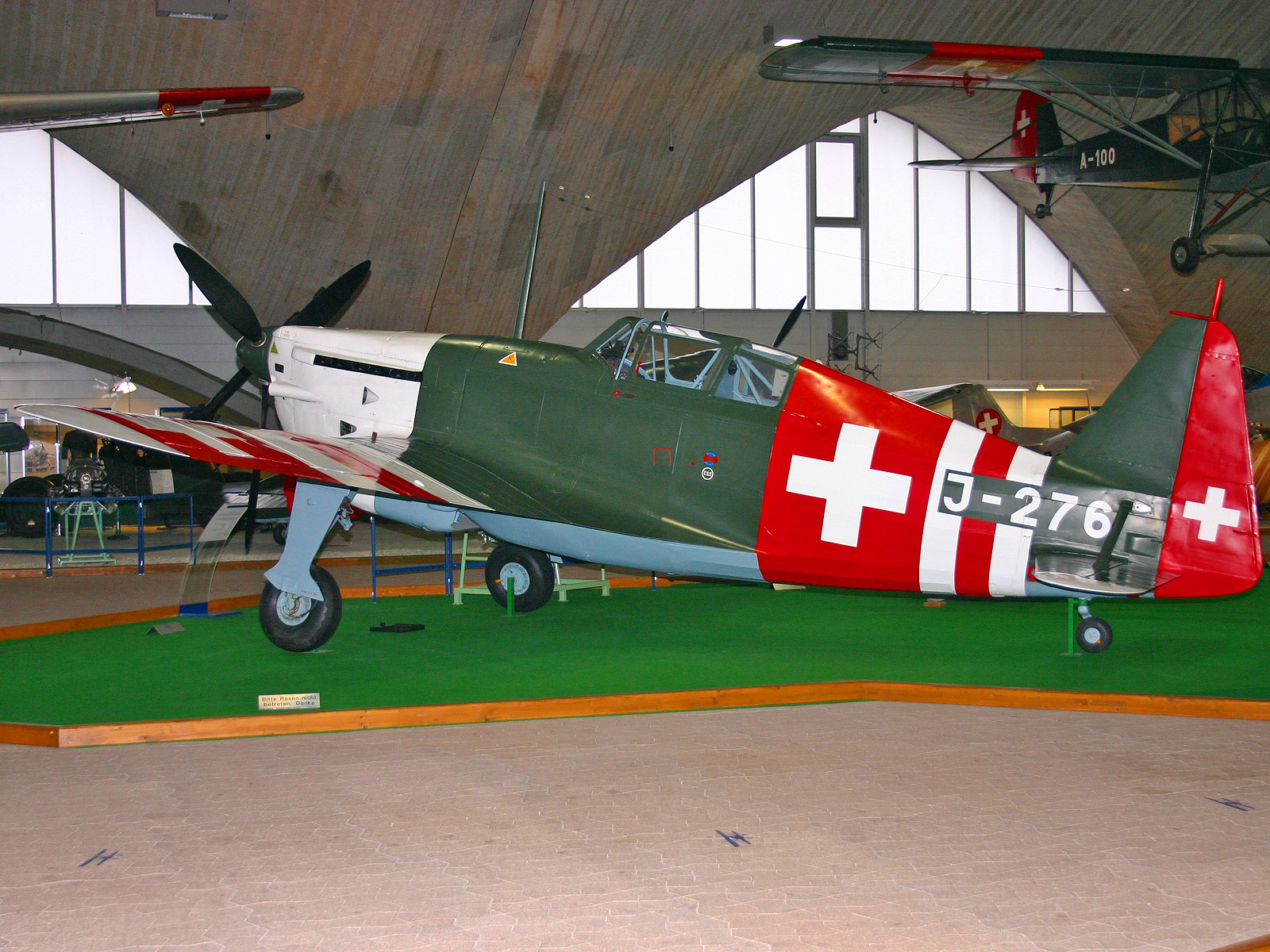
Morane D-3800
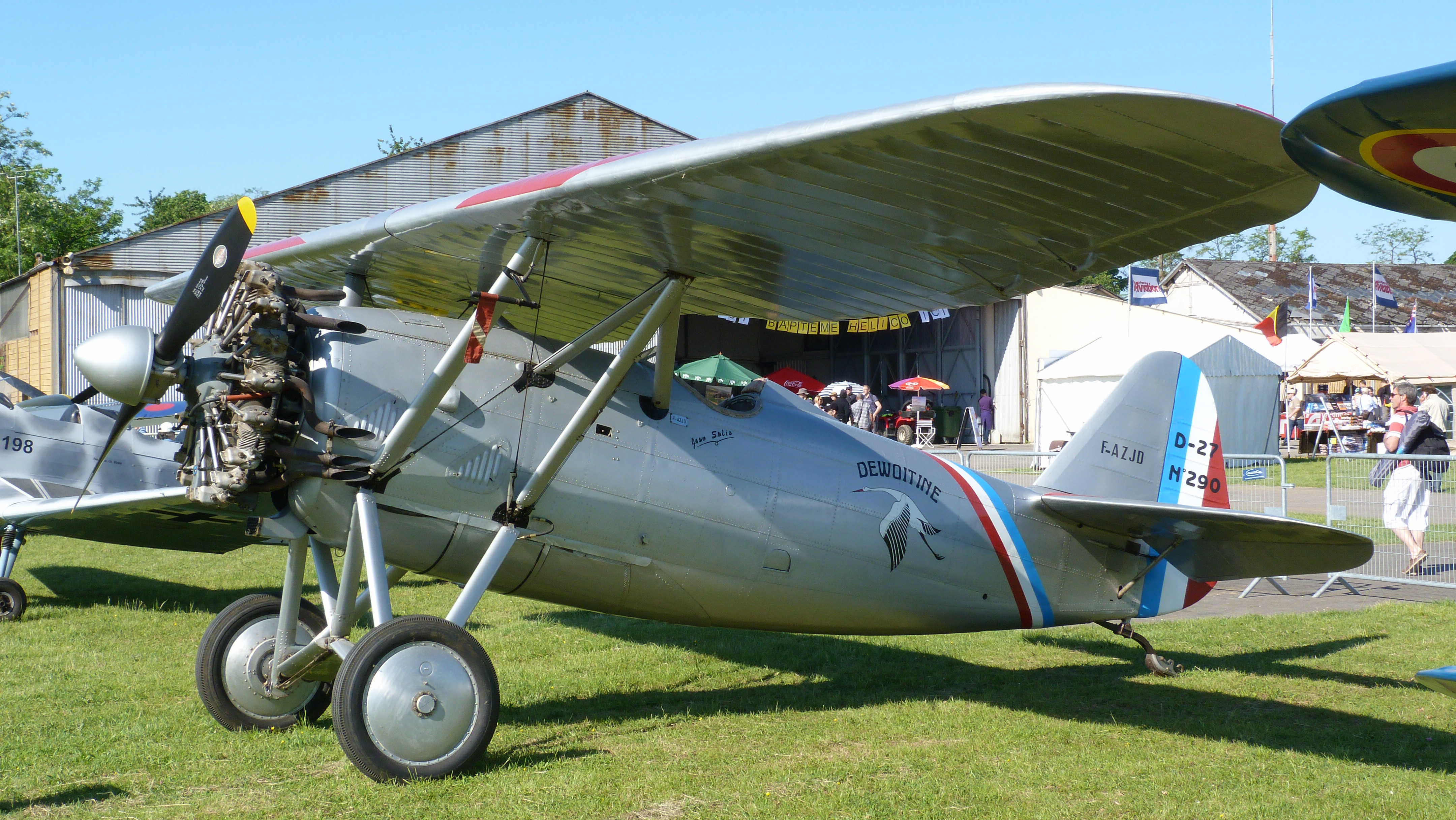
Dewoitine D-27
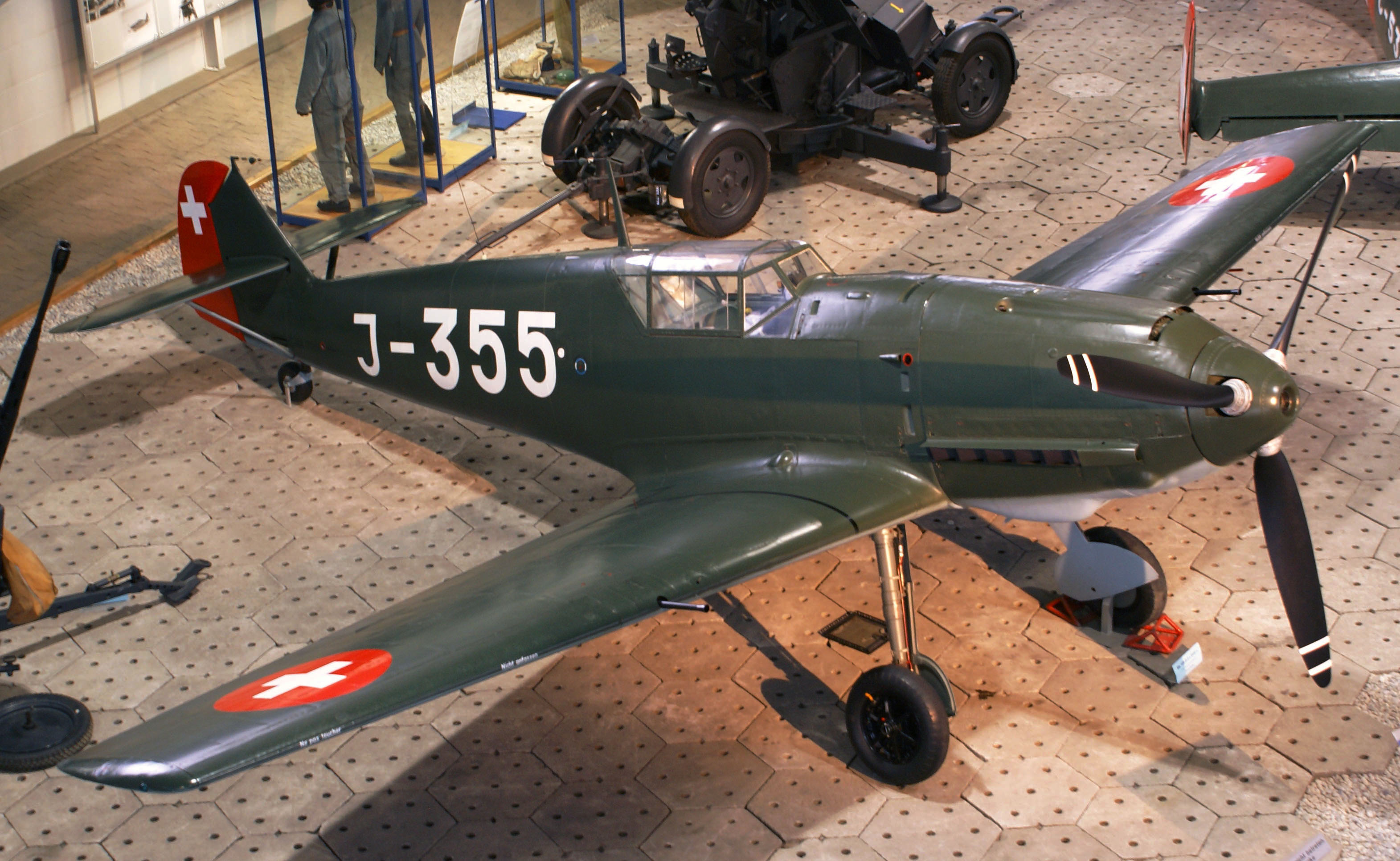
Messerschmitt Bf 109
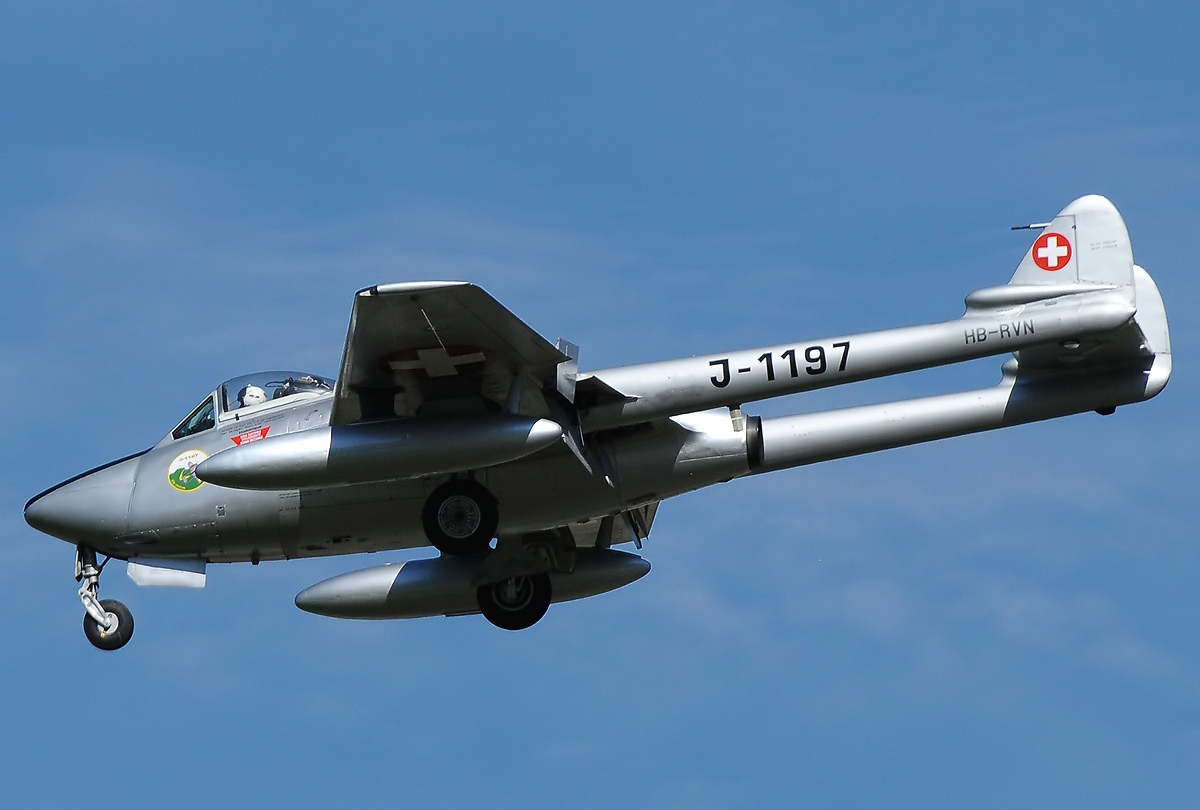
de Havilland DH.100 Vampire
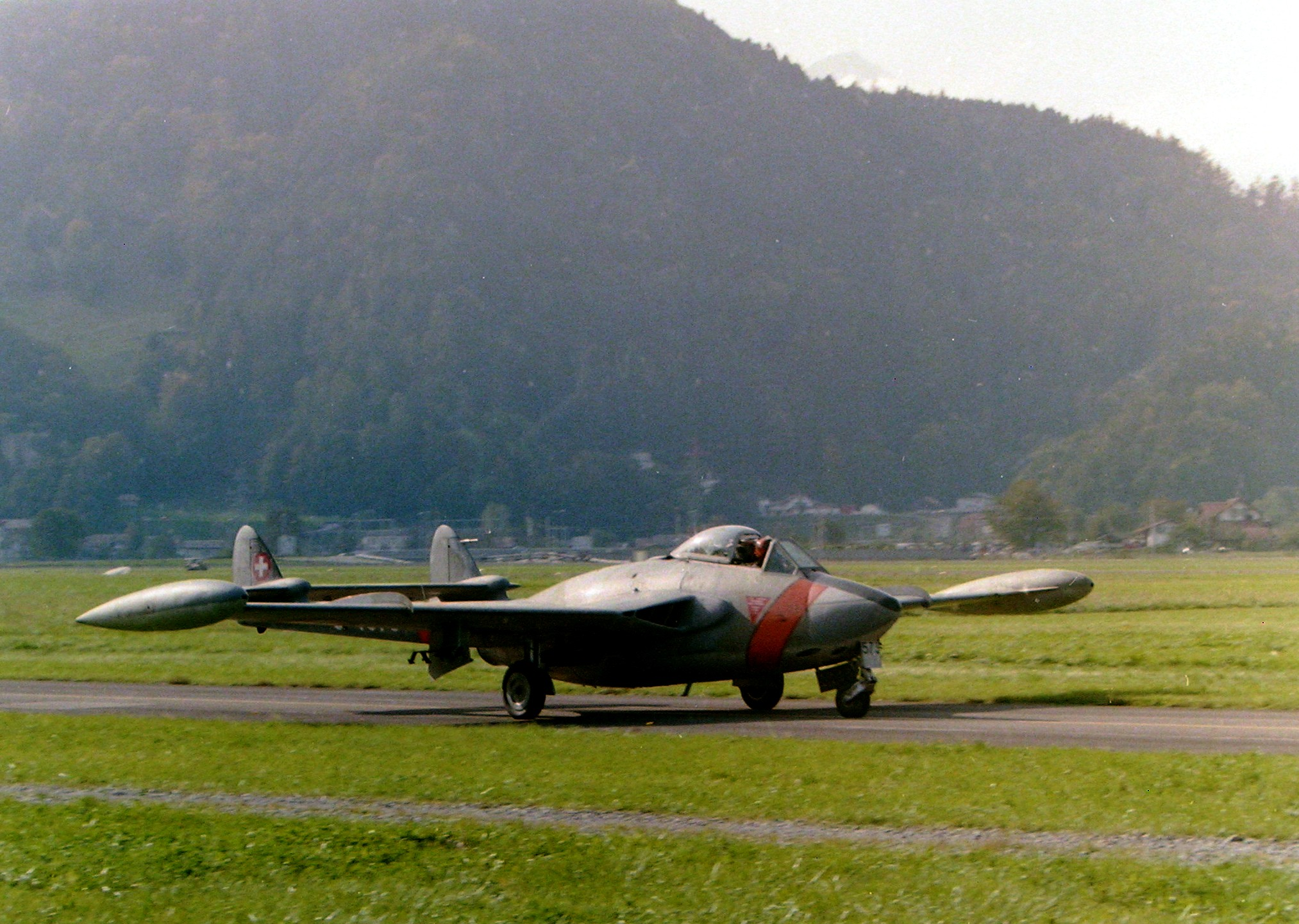
de Havilland DH.112 Venom
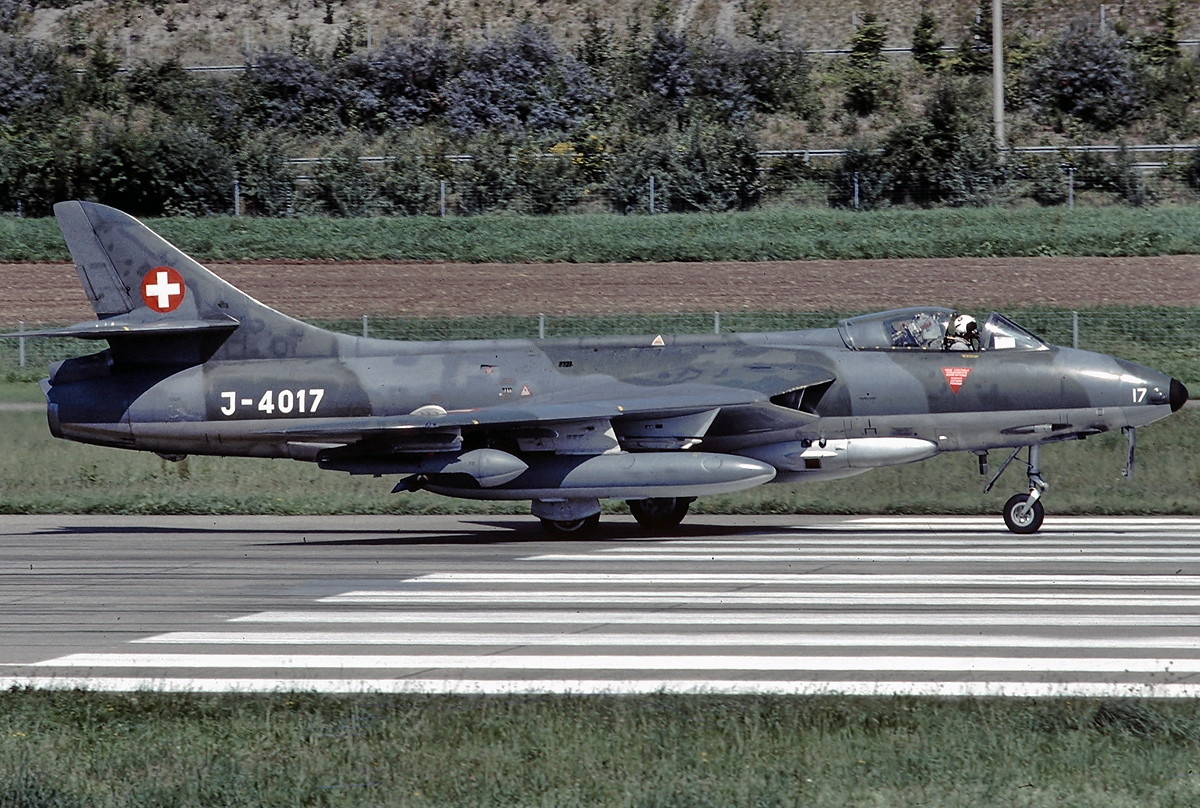
Hawker Hunter

## Belege
- Hermann Keist FlSt15
- Christophe Donnet: Hunter fascination. Schück, Adliswil 1995, ISBN 3-9520906-0-3